# Daniela Veronesi
Pour les articles homonymes, voir Veronesi.
Daniela Veronesi, née le 13 juin 1972 à Parme, est une coureuse cycliste saint-marinaise.

## Palmarès sur route
- 1999
  - 5e étape du Tour d'Italie
  - 3e du Tour d'Italie
  -  vainqueure du classement de la montagne
  - 8e au championnat du monde sur route
- 2000
  - 15e étape de La Grande Boucle féminine internationale
  - 2e étape du Tour de Majorque
  -  Championne de Saint-Marin sur route
  - 2e de Emakumeen Euskal Bira
- 2001
  - 6e étape du Tour d'Italie
- 2002
  - Brest-Pont-de-Buis-les-Quimerch - Coupe de France
  - Atlantique Manche Féminine
- 2011
  - 2e de la course en ligne aux Jeux des petits États d'Europe
- 2013
  - 2e du contre-la-montre aux Jeux des petits États d'Europe

## Palmarès en VTT
- 2011
  -  Championne d'Italie de cross-country marathon
  -  Médaillée d'or du cross-country aux Jeux des petits États d'Europe
  - Gran Fondo Paola Pezzo
- 2012
  -  Championne d'Italie de cross-country marathon
  - 3e du championnat d'Italie de cross-country
- 2013
  -  Médaillée de bronze du cross-country aux Jeux des petits États d'Europe
- 2014
  -  Championne d'Italie de cross-country marathon
- 2015
  - 10e du championnat du monde de cross-country marathon